# بينغ توم
بينغ توم (بالإنجليزية: Ping Tom)‏ هو ناشر وشخصية أعمال أمريكي، ولد في 15 أبريل 1935 في شيكاغو في الولايات المتحدة، وتوفي بنفس المكان في 7 يوليو 1995.